# Родіонова Наталія Валентинівна
Ната́лія Валенти́нівна Родіо́нова (25 серпня 1963) — український тренер зі стрільби з лука.

## З життєпису
Тренер-викладач бронзових призерів зі стрільби з лука Родіонової Поліни (донька) та Артема Овчиннікова.